# Jaime Mata Arnaiz
Jaime Mata Arnaiz (Madrid, 24 d'octubre de 1988) és un futbolista professional madrileny, que juga com a davanter a la UD Las Palmas.

## Trajectòria
Es formà a diversos clubs madrilenys, i finalment al Galáctico Pegaso, amb el qual debutà al primer equip a Tercera Divisió, fins que el desembre de 2009 ingressà al Rayo Vallecano B, i fou immediatament cedit a la UD Socuéllamos de la mateixa categoria.
Mata fou després cedit al CD Móstoles l'agost de 2010, per la temporada 2010–11 a tercera divisió. Va retornar al Rayo l'estiu de 2011, per jugar amb l'equip B a Segona Divisió B.
El 5 de juliol de 2012 fitxà pel Lleida Esportiu, també de Segona B, club amb el qual es va classificar per dos cops per disputar el play-off d'ascens. El juny del 2014 després de les dues grans temporades a l'equip de terra ferma, en les quals va marcar un total de 32 gols, fitxà per un equip d'una categoria superior, el Girona FC, de Segona Divisió, després de desvincular-se del Lleida Esportiu.
Mata va jugar el seu primer partit com a professional el 24 d'agost de 2014, com a titular, en una victòria per 1–0 a casa contra el Racing de Santander. Va marcar el seu primer gol sis dies després, el de la victòria per 2–1 contra l'AD Alcorcón.
L'11 de juny de 2015, a la primera ronda dels play-offs de promoció a primera, Mata va fer un doblet en una victòria per 3–0 a fora contra el Reial Saragossa. El 30 de juny de 2016, després que l'equip fos novament eliminat en els play-off d'ascens, va signar contracte per dos anys amb el Reial Valladolid, també de segona divisió.
Mata va marcar 36 gols, el millor registre de la seva carrera, en la seva segona temporada a l'estadi José Zorrilla, inclòs un hat-trick en una victòria per 5–1 a fora contra el Lorca FC el 19 de maig de 2018. El 2 de juliol va signar contracte per tres anys amb el Getafe CF, de La Liga com a agent lliure, i va debutar en la competició el 24 d'agost, a 29 anys i deu mesos, en una derrota per 2–0 a casa contra la SD Eibar, partit en què va jugar 79 minuts.